# Masters de Madrid 2008
El Masters de Madrid 2008 (también conocido como Mutua Madrileña Masters Madrid por razones de patrocinio) fue un torneo de tenis jugado sobre pista dura. Fue la séptima edición de este torneo. El torneo masculino formó parte de los ATP World Tour Masters 1000 en la ATP. Se celebró entre el 13 y el 19 de octubre de 2008.

## Campeones

### Individuales masculinos
Andy Murray vence a  Gilles Simon, 6–4, 7–6(8–6).

### Dobles masculinos
Mariusz Fyrstenberg /  Marcin Matkowski vencen a  Mahesh Bhupathi /  Mark Knowles,  6–4, 6–2.
| Predecesor: Madrid 2007 | Masters de Madrid 2008 | Sucesor: Madrid 2009 |